# Yalu
Il fiume Yalu (in cinese: 鴨綠江T, 鸭绿江S, Yālù JiāngP) o, in coreano, fiume Amnok (압록강?, 鴨綠江?, AmnokkangMR) forma parte del confine fra la Cina e la Corea del Nord. I due nomi in cinese e coreano sono le diverse pronunce degli stessi caratteri cinesi rappresentanti la parola Yalu ula in mancese.

## Percorso
La sorgente si trova a circa 2500 m sul mare sulla montagna Baitou nei monti Changbai. Dopo circa 800 km il fiume sfocia nella Baia di Corea fra le città di Dandong in Cina e Sinŭiju nella Corea del Nord. Il bacino dello Yalu misura circa 39,800 km². 

## Storia
Storicamente il bacino dello Yalu appartenne al regno di Goguryeo, uno dei tre regni coreani classici. Lo Yalu fu anche scena di varie battaglie storicamente importanti, compresa la battaglia navale dello Yalu, il 17 settembre 1894, parte della Prima guerra sino-giapponese, e la battaglia dello Yalou, dal 30 aprile al 1º maggio 1904, parte della Guerra russo-giapponese e nella battaglia del 1950 fra coreani e statunitensi.
Durante la Guerra di Corea il bacino dello Yalu fu scena di battaglie, e quasi tutti i ponti sullo Yalu furono distrutti nel corso del conflitto, lasciando solo il ponte dell'Amicizia sino-coreana che collegava Dandong a Sinuiju. Nelle prossimità del ponte si trova anche un ponte rotto: distrutto durante il conflitto, le autorità nordcoreane decisero di non ricostruirlo.